# Mairiporã (kommunhuvudort)
Mairiporã är en kommunhuvudort i Brasilien.   Den ligger i kommunen Mairiporã och delstaten São Paulo, i den sydöstra delen av landet, 800 km söder om huvudstaden Brasília. Mairiporã ligger 752 meter över havet och antalet invånare är 54 415. Den ligger vid sjön Reservatório Paulo de Paiva Castro.
Terrängen runt Mairiporã är huvudsakligen lite kuperad. Mairiporã ligger nere i en dal. Runt Mairiporã är det tätbefolkat, med 683 invånare per kvadratkilometer.. Närmaste större samhälle är Guarulhos, 16,9 km söder om Mairiporã.
I omgivningarna runt Mairiporã växer huvudsakligen savannskog.